# Любов за винагороду (фільм)
«Любов за винагороду» (англ. Paid to Love) — американська німа комедія режисера Говарда Гоукса 1927 року.

## Сюжет
Пітер Робертс, американський банкір, подорожує до балканської країни, де стає близьким другом спадкоємця трону. Майбутній король шукає дружину, оскільки він має одружитися.

## У ролях
- Джордж О’Браєн — кронпринц Майкл
- Вірджинія Валлі — Габі
- Джозеф Фаррелл Макдональд — Пітер Робертс
- Вільям Пауелл — принц Ерік